# محوطه کادونی علیا
محوطه کادونی علیا مربوط به هزاره سوم و۲ قبل از میلاد است و در شهرستان خرم‌آباد، بخش ویسیان، دهستان ویسیان، روستای دلبر سادات واقع شده و این اثر در تاریخ ۱۳ آبان ۱۳۸۶ با شمارهٔ ثبت ۱۹۸۳۱ به‌عنوان یکی از آثار ملی ایران به ثبت رسیده است.